# Lac de Calca Tavulaghjiu
Le lac de Calca Tavulaghjiu est un lac situé en Haute-Corse, à 50 m d'altitude (cote maximale théorique), sur le ruisseau de Tavulaghjiu, qui se jette en mer Méditerranée dans le golfe de Galéria.

## Géographie

### Situation

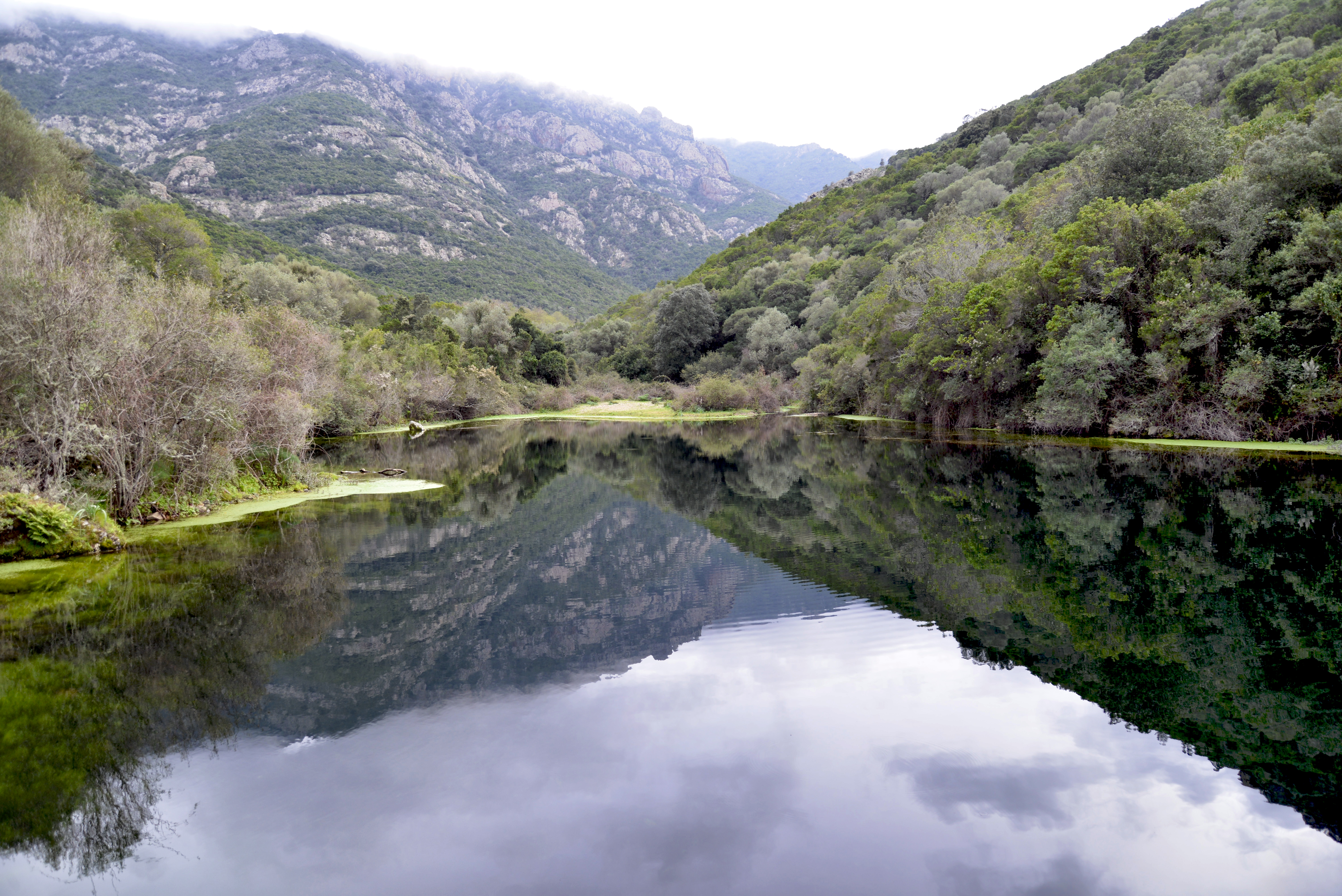
Vue du lac en amont

Le lac de Calca Tavulaghjiu est un lac de barrage localisé à environ 1,3 km à « vol d'oiseau » au sud du village, à proximité du hameau de Calca, à l'ouest du Capu Tondu (839 m), sommet dominant le village de Galéria, dans le Filosorma.
Le barrage a été construit sur le ruisseau de Tavulaghjiu, long de 5,1 km, qui a sa source sur les flancs septentrionaux de la Punta di a Literniccia 767 m, sur la commune de Galéria, et son embouchure au sud de la plage de Galéria.
Il se situe dans la zone de coopération de la réserve de biosphère de la Vallée du Fango

### Dimensions
Le barrage est de type maçonnerie, a une hauteur d'environ 10 m. Sa capacité n'est pas connue.
Ses dimensions maximales sont 
- largeur 35 m ;
- profondeur 65 m ;
- superficie 0,190 0 ha[Note 1].

## Histoire

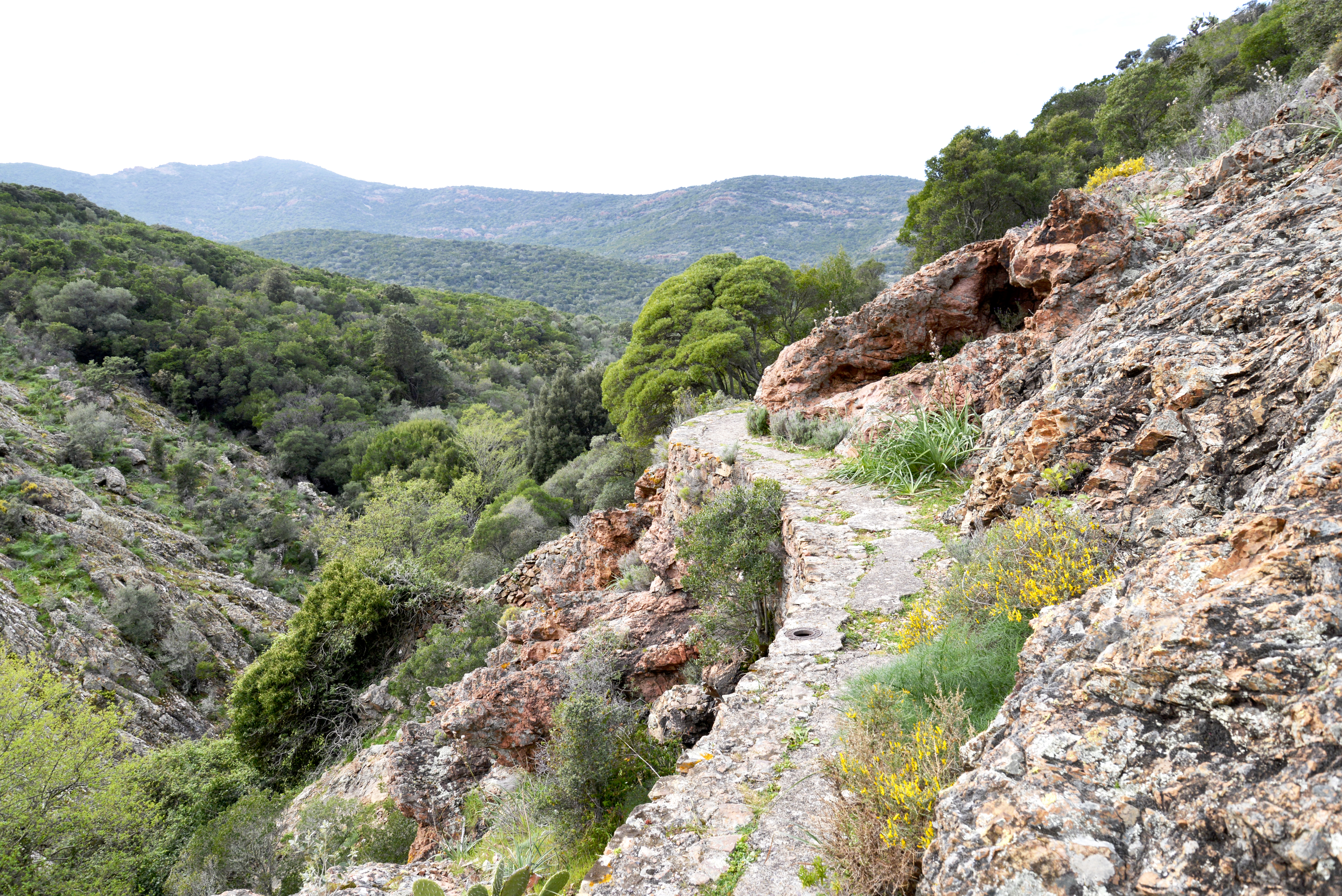
Sentier du conduit

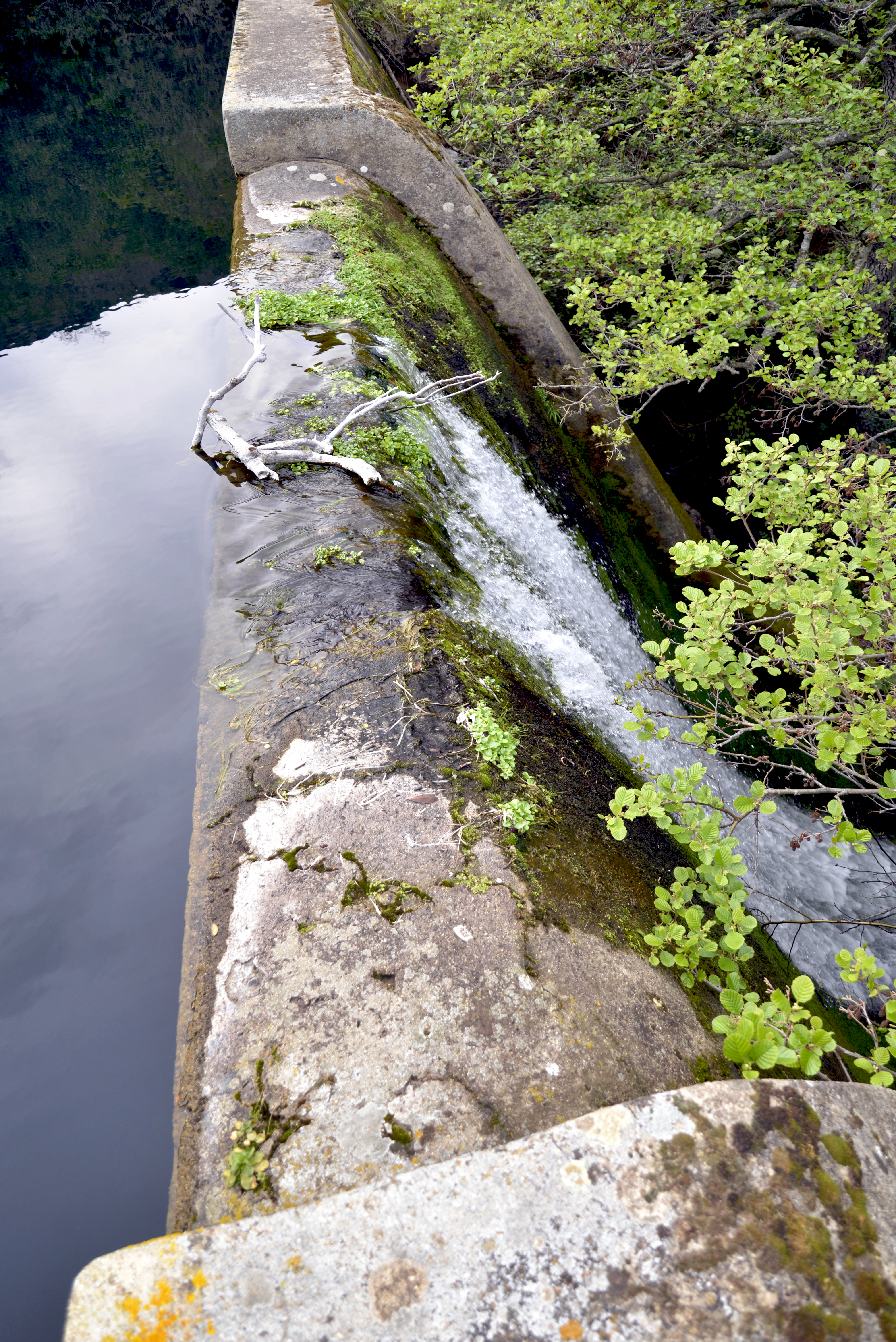
Exutoire du lac de Calca Tavulaghjiu

La construction du barrage avait été rendue nécessaire pour alimenter en eau le village durant les saisons estivales. Le captage qui se fait à la base de l'ouvrage, amenait l'eau au village par une canalisation courant le long de la rive droite abrupte du ruisseau. Ce relief a nécessité des travaux de maçonneries pour soutenir le conduit le long de la paroi rocheuse, ainsi que la construction d'un petit aqueduc à l'arrivée au village. Ces murs servent de sentier.
La construction de deux réservoirs à 100 mètres d'altitude aux flancs septentrionaux de la « Scopa Femmine » du petit massif du Capu Tondu (839 mètres) au sud-est du village, a mis fin à l'utilisation du barrage pour les besoins en eau de la commune. Une faune et une flore subacquatiques se sont ainsi développées. On y trouve des espèces protégées dont des tortues Cistude (Emys orbicularis (Linnaeus, 1758)), et dans les eaux peu profondes du bord du cresson de fontaine avec de nombreuses grenouilles communes.  
Le barrage est un obstacle à l'écoulement des eaux. Il n'y a pas de passe pour son franchissement piscicole. Son exutoire est proche du centre de la digue. Hors période sèche, le trop-plein se déverse sous forme d'une cascade d'une dizaine de mètres de haut.

## Accès
Une piste depuis le haut de l’établissement « l’Incantu », au départ carrossable, se transforme en sentier jusqu’au pied du barrage.
Savoir aussi que le barrage est longé par le GRP Tra mare e monti (il relie Calenzana à Cargèse via Girolata). Une corde permet de franchir en sécurité le ruisseau de Tavulaghjiu sous le barrage. Le sentier conduit au hameau de Tavolaggio au sud-ouest du village sur la route de Calca.